# Рында (залив)
Залив Ры́нда — крупный залив в Тернейском районе Приморского края, на западном побережье Японского моря. Юго-западный входной мыс — мыс Якубовского. Северо-восточный входной мыс — мыс Егорова. Открыт к юго-востоку, вдаётся в материк на 6 км. Ширина у входа 9,3 км. Глубина до 30 м. Площадь поверхности — 38,6 км².
Впервые описан в 1859 году военными топографами Асташевым и Григорьевым. Обследован подробно в 1888 году экипажем корвета «Рында». Им же назван в честь своего корабля.
Залив Рында последний крупный относительно хорошо укрытый залив на побережье Приморского края. Далее на север простирается открытое побережье. Лишь в Хабаровском крае, в Советской Гавани, имеется следующий большой, хорошо укрытый от ветров и волнения залив. Залив Рында разделён на две акватории: в его западной части располагается бухта Пластун, а в северной — бухта Джигит. Первая — относительно небольших размеров бухта, на южном побережье которой построен порт Пластун, а близ неё расположен посёлок Пластун. В бухту впадает небольшая река Пластунка. В бухту Джигит впадает крупная река Джигитовка, сама бухта большая, открыта к югу. В вершине бухты находится протяжённый песчаный пляж. На склоне сопки, с западной стороны пляжа, находятся остатки крепостного вала культуры Мохэ.
Зимой в заливе возможно появление сала, шуги. В вершине бухты Пластун иногда образуется узкая полоса припая.